# Saison 4 de K 2000
Cet article présente le guide des épisodes de la quatrième saison de la série télévisée K 2000.
Chronologie
Saison 3

## Épisode 1:Le Chevalier de métal [1/2]
- États-Unis : 20 septembre 1985

## Épisode 2:Le Chevalier de métal [2/2]
- États-Unis : 20 septembre 1985

## Épisode 3:K.I.T.T. séquestrée
- États-Unis : 27 septembre 1985

## Épisode 4:Le Grand Sommeil
- États-Unis : 18 octobre 1985

## Épisode 5:Le Tombeau des Kobes
- États-Unis : 25 octobre 1985

## Épisode 6:Les Mauvais Garçons
- États-Unis : 1er novembre 1985

## Épisode 7:Bactéries
- États-Unis : 8 novembre 1985

## Épisode 8:Joyeux anniversaire
- États-Unis : 15 novembre 1985

## Épisode 9:Le Vainqueur
- États-Unis : 29 novembre 1985

## Épisode 10:Derrière les barreaux
- États-Unis : 6 décembre 1985

## Épisode 11:Quartier en danger
- États-Unis : 13 décembre 1985

## Épisode 12:Le Parfum des roses
- États-Unis : 3 janvier 1986

Le mariage de Michael Knight et de Stevie Mason dans cet épisode recrée le vrai mariage de David Hasselhoff et de Catherine Hickland le 24 mars 1984.
 

## Épisode 13:La Machine à tuer
- États-Unis : 10 janvier 1986

## Épisode 14:Abattage illégal
- États-Unis : 17 janvier 1986

## Épisode 15:Attention, magie
- États-Unis : 24 janvier 1986

## Épisode 16:La Rédemption du champion
- États-Unis : 31 janvier 1986

## Épisode 17:Los mil diablos
- États-Unis : 7 février 1986

## Épisode 18:Les Incendiaires
- États-Unis : 14 février 1986

## Épisode 19:Le Parfum de la liberté
- États-Unis : 21 février 1986

## Épisode 20:Le Saboteur
- États-Unis : 7 mars 1986

## Épisode 21:Le Soleil levant
- États-Unis : 14 mars 1986

## Épisode 22:Knight et le vaudou
- États-Unis : 4 avril 1986